# Centre Esportiu Municipal Reina Elisenda
El Centre Esportiu Municipal d'Esgrima Reina Elisenda és una instal·lació esportiva de l'ajuntament de Barcelona especialitzada per a la practica de l'esgrima. És de propietat de l'Ajuntament de Barcelona i és gestionat pel club d'Esgrima Sala d'Armis Montjuïc.
En la instal·lació tenen la seu social el SAM i la Federació Catalana d'Esgrima. La sala compta amb vestuaris i 24 pistes per a la practica d'aquest esport encara que només 11 siguin metàl·liques.